# Serge Michael Bijaoui
Serge Michael Bijaoui (alias Mike Serbee; * 20. Jahrhundert) ist ein französischer Musikproduzent. Er ist Begründer des in den 1980er Jahren entstandenen Musikprojektes Piano Fantasia.

## Leben und Karriere
Bijaoui lernte den französischen Papst der Diskomusik Alec Costandinos kennen und wurde von ihm in die Musikindustrie eingeführt. Bijaoui arbeitete in den 1980er Jahren als Musikagent für Künstler von Warner Music, Polydor, wie Bill Withers, Donna Summer und Chic. Mit dem Gitarristen und Keyboarder Philippe Renaux gründete er das Musikprojekt Piano Fantasia. In einer Kollaboration mit dem französischen Keyboarder Thierry Durbet entstand der Song for Denise. Der Song hatte zuerst in Frankreich, Deutschland und Italien einen mäßigen Erfolg, gewann aber im Jahre 2020 durch das auf YouTube verbreitete „Wide Putin“-Meme an Popularität. Das entsprechende Video hatte innerhalb von zwei Wochen mehr als 10 Millionen Aufrufe.